# Säkerhetskultur
Säkerhetskultur är gemensamma värderingar, föreställningar, attityder, kunskaper och beteenden hos individer och grupper i en organisation inriktade på att skapa säkerhet i verksamheten.

## Bakgrund
Begreppet säkerhetskultur började användas i samband med utredningen av Tjernobylolyckan 1986. Internationella atomenergiorganet IAEA konstaterade redan i sin första utredning 1986 att en dålig säkerhetskultur var en bidragande faktor till kärnkraftsolyckan och har sedan förtydligat vad som kännetecknar en god säkerhetskultur, till exempel 1991 i INSAG-4. Efter detta uppmärksammades säkerhetskulturen i samband med flera större olyckor, och bland annat flygbranschen har lyft fram säkerhetskultur som en viktig del i säkerhetsarbetet.
En olycka beror mycket sällan på en enskild faktor. I stället är det ofta flera svagheter i teknik och organisation som samverkar och tillsammans skapar bristfälliga förutsättningar för människan att hantera en given situation.
Synen på säkerhet och säkerhetsforskningen har utvecklats i olika faser. Under tidigt 1900-tal låg fokus på säker teknologi och fysisk utformning. På 1920-1930-talen uppmärksammades individens roll, mänskliga faktorn, och mycket av forskningen ägnades åt prevention genom urval, säkerhetsutbildning och motivation. Teorier om individuell olycksbenägenhet utvecklades och det ledde i sin tur till en säkerhetsforskning som sammansmälte forskningen om fysiska och mänskliga faktorer där interaktionen mellan teknik och människa stod i fokus.
I slutet av 1900-talet riktades fokus mot ledningssystemens betydelse för säkerheten i organisationen. Medarbetarnas delaktighet i säkerhetsledning fick genomslag.
I det flertal vetenskapliga studier som gjorts kring områdena säkerhetskultur och säkerhetsklimat har definitionerna varierat. Det finns ändå faktorer som är gemensamma.

## Säkerhetskultur
Alla företag och organisationer är bärare av en organisationskultur – kulturen är system av gemensamma erfarenheter, värden, mening och förståelse som vägleder människorna. Säkerhetskultur överensstämmer i mycket med organisationskultur men med säkerheten i fokus. En definition är ”gemensamt och inlärd mening, erfarenhet och tolkning av arbete och säkerhet”.

## Säkerhetskultur – säkerhetsklimat
Kulturen består av normer och värderingar som ligger på ett ganska djupt psykologiskt plan. Det är saker vi tycker är viktiga och som styr oss i vårt agerande. Kulturen handlar om gemensamma delade kärnvärderingar och normer som baseras på antaganden och övertygelser om säkerheten i organisationen. I en god säkerhetskultur är säkerhet en viktig värdering och norm i arbetet.
Klimatet är attityder och uppfattningar som delas av individerna i en organisation och som kommer ur de normer och värderingar vi bär på.

## Faktorer som är viktiga och påverkar säkerhetskulturen i en organisation
1. Ledningens engagemang för säkerhetsfrågorna. Engagemanget måste finnas i organisationens högsta nivå. Om chefer och ledare inte visar att de prioriterar säkerhetsfrågor är det svårt att få ett engagemang på andra nivåer.
2. Alla har ansvar. Att alla i organisationen tar ansvar för säkerheten. Det är inte bara skyddsombud och ledningens ansvar. Att alla förmår att ta ansvar är viktigt om man hamnar i en olycks- eller krissituation och för att förebygga olyckor.
3. Att säkerheten prioriteras hela tiden och att det hela tiden sker en avvägning mellan produktion och säkerhet. Produktivitet får inte ske på bekostnad av säkerhet.
4. Alla är involverade i hur organisationen kan förbättra säkerheten. Att man inte blundar för problem. Lärande och förbättring är normer som genomsyrar organisationen.
5. Rapporteringskultur. Att individer i organisationen vågar rapportera brister och vågar säga ifrån när de upptäcker fel.
6. Adekvat säkerhetsstyrning. Att det finns föreskrifter och att människor vet vad de ska göra i olika situationer.